# Marcel Petiot

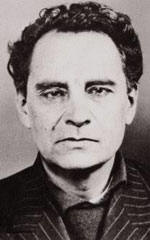
Marcel Petiot

Marcel André Henri Félix Petiot (ur. 17 stycznia 1897 w Auxerre, zm. 25 maja 1946 w Paryżu) – francuski seryjny morderca zwany kapitanem Valéry. Zamordował co najmniej 26 osób.
Był synem urzędnika pocztowego. Jako dziecko sprawiał trudności wychowawcze i cierpiał na padaczkę. W 1914 przez pewien czas leczył się w klinice psychiatrycznej. Edukację zakończył w lipcu 1915 w szkole specjalnej.
W styczniu 1916 został zmobilizowany i przydzielony do piechoty. W bitwie pod Aisne został ranny i zatruł się gazem. Przeżycia wojenne pogłębiły u Petiota problemy psychiczne. Został skierowany do sanatorium, gdzie dopuścił się kradzieży z magazynu wojskowego i w Orleanie odbywał karę więzienia. Mimo zdiagnozowania u niego choroby psychicznej, w 1918 ponownie wrócił na front. Tam prawdopodobnie dokonał samookaleczenia, ale mimo to pozostał w służbie do 1919. Po demobilizacji otrzymał zaświadczenie lekarskie potwierdzające u niego neurastenię i depresję.

## Zabójstwa
Po zakończeniu wojny Petiot skorzystał z możliwości dokształcania, jakie oferowano weteranom wojennym. Ukończył 8-miesięczny kurs z zakresu medycyny i rozpoczął pracę w klinice psychiatrycznej w Évreux. W grudniu 1921 uzyskał stopień doktora nauk medycznych i wyjechał do Villeneuve-sur-Yonne, gdzie zaczął swoją praktykę, pobierając pensję od państwa, jak też wyłudzając pieniądze od swoich pacjentów. Znany był w mieście z przeprowadzania nielegalnych aborcji i częstego stosowania substancji odurzających w leczeniu.
Prawdopodobnie pierwszą ofiarą Petiota była Louise Delaveau, córka jednego z pacjentów, z którą Petiot przez pewien czas był związany. Delaveau zniknęła w maju 1926, a sąsiedzi zeznali, że widzieli Petiota który pakował podejrzanie duży pakunek do swojego samochodu. Policjanci prowadzący śledztwo w sprawie zaginięcia kobiety doszli do przekonania, że ta uciekła z domu. W tym samym roku Petiot został wybrany na mera Villeneuve-sur-Yonne. Rok później ożenił się z Georgette Lablais, z którą miał syna Gerhardta. Sprawując urząd mera, Petiot dopuszczał się nadużyć finansowych. W sierpniu 1931 na wniosek policji został usunięty ze stanowiska. Kilka tygodni później został wybrany radnym w departamencie Yonne. Oskarżony o kradzież energii elektrycznej, w 1932 stracił także i to stanowisko, po czym wyjechał do Paryża.
W Paryżu Petiot otworzył praktykę lekarską na Rue de Caumartin. Tam też dokonywał nielegalnych aborcji, wielu pacjentkom przepisywał leki na poronienie. W 1936 otrzymał status médecin d'état-civil, co dawało mu prawo do wystawiania świadectw zgonu. W tym samym roku został zatrzymany za kradzież, za co spędził rok w więzieniu.
Po zajęciu Francji przez wojska niemieckie w 1940 Petiot zajmował się wystawianiem fałszywych zaświadczeń medycznych dla osób wyznaczonych do pracy przymusowej w Niemczech. W lipcu 1942 został skazany na grzywnę w wysokości 2400 franków za rozprowadzanie substancji odurzających. Sam Petiot przyznawał później, że był zaangażowany w działalność ruchu oporu. Jedynym, który potwierdzał, że Petiot prowadził działalność wywiadowczą przeciwko Niemcom, był amerykański szpieg John F. Grombach. Petiot utrzymywał także, że pomagał ludziom poszukiwanym przez reżim Vichy uciec z Francji, by osiedlić się w Argentynie. Jako Dr. Eugène miał kierować całą operacją przerzutu. W praktyce za sumę 25 tys. franków od głowy Petit obiecywał wyjazd do Argentyny. Po zainkasowaniu odpowiedniej sumy mordował kolejne osoby przy użyciu cyjanku, a następnie topił je w Sekwanie. Od 1941 mieszkał przy 21 Rue le Sueur. W tym domu dokonywał morderstw, tam też z czasem zaczął ukrywać zwłoki swoich ofiar.

## Proces i wyrok
W marcu 1944 sąsiedzi Petiota zawiadomili policję zaniepokojeni gęstym dymem, wydobywającym się z komina jego domu. Policja i straż pożarna wkroczyli do mieszkania, gdzie w palenisku znaleźli ludzkie szczątki, a w kuchni stół na którym zabójca kroił swoje ofiary. W domu i wokół niego znaleziono 26 ciał ofiar. Kiedy Petiot wreszcie przyjechał do domu na rowerze, tłumaczył policjantom, że ciała należą do Niemców zlikwidowanych przez ruch oporu. Policjanci początkowo uwierzyli w wersję wydarzeń przedstawioną przez Petiota. Dalsze dochodzenie podawało w wątpliwość zeznania Petiota. Został aresztowany 31 października 1944 na stacji metra. W czasie procesu oskarżony bronił się, twierdząc że ciała znalezione w jego domu to kolaboranci zlikwidowani przez ruch oporu. Sąd w Paryżu skazał zabójcę na karę śmierci. Został zgilotynowany w 1946 roku.

## Postać Petiota w kulturze
Sprawa Marcela Petiota zainspirowała amerykańskiego historyka Davida Kinga, który poświęcił mu obszerną monografię Death in the City of Light: The Serial Killer of Nazi-Occupied Paris. W 1977 ukazał się debiutancki album belgijskiego zespołu Univers Zero pt. Docteur Petiot. W 1990 Christian de Chalonge zrealizował film fabularny Docteur Petiot z Michelem Serraultem w roli tytułowej.